# Southern Literary Messenger
Southern Literary Messenger foi um periódico publicado em Richmond, entre 1834 até junho de 1864.
Fundado por Thomas Willis White, a Literary Messenger tornou-se uma das revistas mais influentes do sul dos Estados Unidos da América. A revista contou com a colaboração de grandes personalidades literárias, como Edgar Allan Poe (em início de carreira) no cargo de editor entre 1835 e 1837 e Matthew Fontaine Maury, também editor, entre 1840 e 1843.
Em 1860 o periódico começa uma campanha separatista a favor dos estados do sul dos EUA e durante a Guerra Civil Americana é um dos principais canais de propaganda sulista. Em 1864, com a derrocada sulista, o periódico fecha as portas devida a problemas econômicos.